# Terbuny
Terbuny (in russo Тербуны?) è un villaggio della Russia europea, situato nell'oblast' di Lipeck; è il centro amministrativo del distretto Terbunskij.